# Гавриляцька сільська рада
| Гавриляцька сільська рада — колишній орган місцевого самоврядування у Тлумацькому районі Івано-Франківської області з адміністративним центром у с. Гавриляк. Утворена 9 липня 1991 року. Сільській раді були підпорядковані населені пункти: - с. Гавриляк |

## Склад ради
Рада складалася з 12 депутатів та голови.

### Керівний склад ради
| ПІБ                      | Основні відомості                                                                  | Дата обрання | Дата звільнення |
| ------------------------ | ---------------------------------------------------------------------------------- | ------------ | --------------- |
| Петруняк Василь Петрович | Сільський голова, 1960 року народження, освіта, член Соціалістичної партії України | 26.03.2006   | 31.10.2010      |
| Місюра Микола Степанович | Сільський голова, 1979 року народження, освіта середня загальна, безпартійний      | 31.10.2010   |                 |

Примітка: таблиця складена за даними джерела